# بازرس لستراد
بازرس لستراد (انگلیسی: Inspector Lestrade) یک شخصیت ساختگی در داستان شرلوک هلمز، اثر آرتور کانن دویل است.
اسم کوچک او در کتاب گفته نمی شود.اما مشخص می شود نام او با حرف G آغاز می شود.بنابراین نام او در برخی رسانه ها گَرِگوری و در برخی جورج است.